# Smile (chanson d'Avril Lavigne)
Pour les articles homonymes, voir Smile.
Singles de Avril Lavigne
What the Hell
(2011) Wish You Were Here
(2011)
Smile est une chanson de l'artiste canadienne Avril Lavigne, extrait de son quatrième album studio, Goodbye Lullaby. Smile est aussi le deuxième single issu de l'album Goodbye Lullaby, le premier étant What the Hell et le troisième Wish You Were Here.

## Clip vidéo
Avril Lavigne a réalisé un clip vidéo, mis en ligne sur YouTube et VEVO en avril 2011. Fin novembre, il déjà été visionné près de 38 millions de fois. Dans la vidéo, la chanteuse apparaît dans une pièce blanche, dans laquelle elle joue de la guitare électrique et chante. Dans d'autres scènes elle est dehors dans un monde noir et blanc, ramassant des morceaux de cœur brisés rouges.

## Liste des titres
1. Smile - 3:29 (Avril Lavigne, Max Martin, Shellback)
2. What the Hell (Bimbo Jones Remix) - 4:10 (Avril Lavigne, Max Martin, Shellback)

## Charts
| Pays                | Chart                | Position | Réf    |
| ------------------- | -------------------- | -------- | ------ |
| Allemagne           | Media Control Charts | 40       | [ 1 ]  |
| Australie           | ARIA Charts          | 25       | [ 2 ]  |
| Autriche            | Ö3 Austria Top 40    | 37       | [ 3 ]  |
| Belgique (Flandres) | Ultratop             | 2        | [ 4 ]  |
| Belgique (Wallonie) | Ultratop             | 4        | [ 5 ]  |
| Brésil              | Billboard Brasil     | 37       | [ 6 ]  |
| Canada              | Canadian Hot 100     | 65       | [ 7 ]  |
| Corée du Sud        | Gaon Chart           | 11       | [ 8 ]  |
| États-Unis          | Billboard Hot 100    | 68       | [ 7 ]  |
| Japon               | Japan Hot 100        | 25       | ?      |
| Nouvelle-Zélande    | RIANZ                | 30       | [ 9 ]  |
| République tchèque  | IFPI                 | 25       | [ 10 ] |

## Historique des sorties
| Pays       | Date           | Maison de disques |
| ---------- | -------------- | ----------------- |
| Australie  | 11 avril 2011  | Sony Music        |
| Norvège    | 13 mai 2011    | Sony Music        |
| États-Unis | 17 mai 2011    | RCA Records       |
| Allemagne  | 3 juin 2011    | RCA Records       |
| Canada     | 11 avril 2011  | RCA Records       |
| Angleterre | 3 juillet 2011 | RCA Records       |